# 진안 회사동 석탑
진안 회사동 석탑(鎭安 檜寺洞 石塔)은 대한민국 전북특별자치도 진안군 상전면 주평리에 있는 석탑이다. 1976년 4월 2일 전라북도의 유형문화재 제72호로 지정되었다.

## 개요
절터로 보이는 밭가운데 서 있는 탑으로 2층 기단(基壇)에 3층의 탑신(塔身)을 올린 모습이다.
기단은 탑신의 1층 몸돌을 괴는 곳에 굵은 2단의 괴임을 두어 윗돌을 받치고 있다. 탑신의 1층 몸돌 모서리에는 희미한 기둥 모양의 조각이 보인다. 지붕돌은 각 층 모두 밑면에 3단의 받침을 두었는데, 1층 지붕돌이 약간 파손되긴 하였으나 중후하면서도 우아한 느낌이 든다. 꼭대기에는 복발(覆鉢:엎어놓은 그릇모양 장식)이 남아 머리장식을 하고 있으나 이것 역시 뒤에 보충한 것으로 보인다.
기단부가 왜소하고 간략화되어 안정감을 잃었으나 140㎝라는 작은 크기에도 불구하고 탑신부가 고르고 건실하다. 통일신라의 석탑양식을 따르고 있으나 기단위로 탑신을 받치는 굵은 괴임을 둔 점, 지붕돌 밑면받침이 3단으로 줄어든 점 등으로 보아 고려시대의 작품으로 추정된다.

## 현지 안내문
옛 절터인 밭 가운데 서 있는 이 석탑은 고려 초기에 세운 것으로, 높이가 1.4m에 불과하다. 여러 개의 돌을 짜 맞춘 받침부는 중간부위가 거의 1층 몸체와 같은 폭으로 좁아지는데, 상단의 판돌은 다시 넓어진다.
층마다 몸체에는 기둥모양을 희미하게 새겼으며, 각층 지붕은 끝자락이 적당히 솟아올라 중후하고 우아한 멋을 풍긴다. 2층부터 몸체의 높이가 급격하게 줄지만 지붕 너비는 완만하게 감소하고 있다.
작은 탑이지만 각 부위가 고르고 충실하게 제작되어, 신라시대의 석탑양식을 모방하였음을 알 수 있다.

## 참고 자료
- 회사동석탑 - 국가유산청 국가유산포털